# Héctor Michel Camarena
Héctor Michel Camarena (4 de julio de 1948) es un político mexicano, miembro del Partido Revolucionario Institucional. Egresado de la licenciatura en Derecho en la Universidad de Colima con una especialidad en amparo y Derecho Notarial por la misma casa de estudios, fue secretario de las comisiones de Bibliotecas y Asuntos Editoriales y de Relaciones Exteriores en América Latina y Caribe e integrante de las comisiones de Justicia, Estudios Legislativos y Bicamaral del Sistema de Bibliotecas del Honorable Congreso de la Unión. Fue senador en las legislaturas LIX y LVIII. 